# Gregorio Martínez Sierra

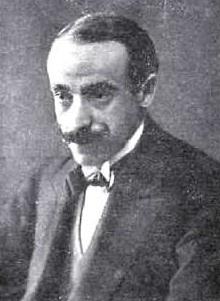
Gregorio Martínez Sierra.

Gregorio Martínez Sierra, född den 6 maj 1881 i Madrid, död där den 1 oktober 1947, var en spansk författare.
Martínez Sierra slöt sig till den andalusiska diktarskolan, som var en reaktion mot vad man såg som naturalismens överdrifter. Han höll sig därför fjärran från sociala och politiska dagsfrågor, behandlade livsproblem från ren diktarsynpunkt och blev i sin psykologi, trots all skärpa i iakttagandet, aldrig nyktert vetenskaplig. Martínez Sierras första arbeten, El poema del trabajo (1898), Diálogos fantásticos (1899), med prolog av Salvador Rueda, och Flores de escarcha (1900), har hela den svdspanska färgprakten över sig; hans senare arbeten var mer impressionistiska, såsom Almas, ausentes, Horas del sol (1901), Pascua florida (1903), Sol de tarde (1904), La humilde verdad (1905), La tristeza del Quijote (1905), Teatro de ensueno (1905), Motivos (1906), La feria de Neuilly (1907), El peregrino ilusionado (1908), La casa de la primavera (poesisamling, 1908), El agua dormida (1909), där han utvecklade sina estetiska principer, och Todo es uno y lo mismo (1910). Martínez Sierra översatte dessutom en stor del av katalanen Santiago Rusiñols arbeten till kastiljanska.